# 요안 구르퀴프
요안 미겔 구르퀴프(프랑스어: Yoann Miguel Gourcuff, 1986년 7월 11일, 프랑스 플뢰뫼르 ~ )는 프랑스 출신의 전 축구 선수이다. 현역 시절 포지션은 공격형 미드필더였다.

## 선수 경력
요안 구르퀴프는 1986년 7월 11일에 태어났다. 그의 아버지인 크리스티앙 구르퀴프는 축구 선수(현재는 축구 감독)이고, 어머니는 농구 선수, 형은 수영 선수이자 사이클 선수이다. 1997년 자신의 아버지가 감독인 FC 로리앙의 청소년 클럽에 입단하였고, INF 플루프라강과 스타드 렌 FC의 청소년 클럽을 거쳐 2003년 11월에 스타드 렌 FC와 정식 계약을 맺었다. 2004년 2월 7일 AJ 오세르전에서 데뷔전을 가졌고, FC 지롱댕 드 보르도전에서는 처음으로 선발로 기용되었다. 2005-06시즌에는 36경기에 출전해 6골을 기록하였고, 팀이 리그 7위를 기록하는 것과 UEFA 인터토토컵에서 우승을 하는 것을 도왔다.
그는 2005-06시즌이 끝난 후 여러 팀들에게서 이적제의가 왔는데, 그는 AC 밀란과 350만 유로에 계약하였다. 2006년 8월 9일 데뷔전을 가졌고, UEFA 챔피언스리그 AEK 아테네와의 조별예선 경기에서 첫 골을 기록하였다. 그러나 구르퀴프는 부상을 당하였고 감독 카를로 안첼로티도 카카를 선발출장시켜 구르퀴프에게 많은 기회를 주지 않아 3년간 36경기(23경기는 교체출전)밖에 나서지 못하였다. 결국 그는 2008년 5월 31일 FC 지롱댕 드 보르도로 임대갔다.
보르도에서 그는 재빨리 주전자리를 꿰찼다. 그는 2008-09시즌 37경기에 출장해 12골을 넣어 팀의 리그 우승을 도왔다. AC 밀란이 구르퀴프를 다시 복귀시키려고 노력하였으나, 보르도는 구르퀴프를 영입하기로 하였고, 4년 계약을 맺었다.
그는 프랑스 축구 국가대표팀의 일원으로서 활약하고 있는데, 31경기에 나와 4골을 넣었다.
챔피언스리그 2009-10에서의 활약으로 2010년 8월, 그는 올랭피크 리옹으로 이적하였다.

## 국가대표 경력

### 2010 남아프리카공화국 월드컵
구르퀴프는 우루과이와의 첫 경기에서 월드컵 데뷔전을 가졌지만 이렇다 할 활약을 보이지 못하고 후반 30분에 교체되었고, 다음 멕시코와의 2차전에는 나서지 못했다.
그리고 남아공과의 최종전에 다시 선발로 나섰지만 전반 24분에 퇴장을 당하면서 체면을 구겼다.